# Distretto di İzmit
Il distretto di İzmit costituisce il distretto centrale della provincia di Kocaeli, in Turchia.

## Geografia fisica
Il distretto si trova in fondo al golfo di İzmit sulla principale direttrice stradale e ferroviaria tra Ankara e Istanbul. Confina con i distretti di Derince, Kandıra, Adapazarı, Kartepe e Başiskele.

## Amministrazioni
Al distretto, oltre al centro capoluogo, appartengono 50 villaggi in cui vivono circa 20.000 persone (2009).

### Comuni
- İzmit (centro)

### Villaggi
| - Akpınar - Ambarcı - Arızlı - Arpalıkihsaniye - Bağlıca - Balören - Bayraktar - Biberoğlu - Böğürgen - Bulduk - Çağırgan - Çavuşoğlu - Çayırköy - Çubuklubala - Çubukluosmaniye - Dağköy - Düğmeciler | - Durhasan - Emirhan - Eseler - Fethiye - Gedikli - Gökçeören - Güvercinlik - Hakaniye - Hasancıklar - Kabaoğlu - Kadriye - Karaabdülbaki - Kaynarca - Kısalar - Kozluca - Kulfallı - Kulmahmut | - Kurtdere - Mecidiye - Nebihoca - Orhaniye - Ortaburun - Şahinler - Sapakpınar - Sarışeyh - Sekbanlı - Sepetçi - Süleymaniye - Sultaniye - Süverler - Yassıbağ - Yenice - Zeytinburnu |